# Mount Juliet
Mount Juliet és una població dels Estats Units a l'estat de Tennessee. Segons el cens del 2008 tenia 25.234 habitants.

## Demografia
Segons el cens del 2000, Mount Juliet tenia 12.366 habitants, 4.341 habitatges, i 3.576 famílies. La densitat de població era de 293,8 habitants/km².
Dels 4.341 habitatges en un 46% hi vivien nens de menys de 18 anys, en un 67,3% hi vivien parelles casades, en un 11,2% dones solteres, i en un 17,6% no eren unitats familiars. En el 13,8% dels habitatges hi vivien persones soles el 3,3% de les quals corresponia a persones de 65 anys o més que vivien soles. El nombre mitjà de persones vivint en cada habitatge era de 2,82 i el nombre mitjà de persones que vivien en cada família era de 3,12.
Per edats la població es repartia de la següent manera: un 30,5% tenia menys de 18 anys, un 6,5% entre 18 i 24, un 35,3% entre 25 i 44, un 21,4% de 45 a 60 i un 6,3% 65 anys o més.
L'edat mediana era de 34 anys. Per cada 100 dones de 18 o més anys hi havia 93,4 homes.
La renda mediana per habitatge era de 58.600$ i la renda mediana per família de 63.065$. Els homes tenien una renda mediana de 43.732$ mentre que les dones 28.515$. La renda per capita de la població era de 22.567$. Entorn de l'1,7% de les famílies i el 2,7% de la població estaven per davall del llindar de pobresa.

## Poblacions més properes
El següent diagrama mostra les poblacions més properes.